# XNXX
XNXX — порносайт, представляющий доступ к порнографическим видеороликам. По состоянию на апрель 2024 года, является 22-м в рейтинге самых посещаемых сайтов в мире. Был запущен в 1997 году в Париже. Является третьим самым популярным порносайтом.
Сайтом владеет WGCZ Holding, который также является владельцем другого популярного порносайта — XVideos.

## История
Сайт был запущен в 1997 году. В 2014 году WGCZ Holding публично раскрыл информацию о своих правах собственности. Это произошло после того, как WGCZ Holding инициировала разбирательство по единой политике разрешения доменных споров в отношении похожего доменного имени.
В марте 2016 года The Next Web определил WGCZ Holding как компанию, базирующуюся в Польше и возглавляемую Стефаном Майклом Пако и Деборой Мэлори Пако.
В 2018 году индийские власти заблокировали доступ к порносайту XNXX и ряду других подобных ресурсов. Это произошло после решения Высокого суда штата Уттаракханд, вынесенного по делу об изнасиловании. Суд постановил ограничить доступ к порнографическим материалам, поскольку обвиняемые утверждали, что просмотр онлайн-порно мотивировал их совершить преступление.
В январе 2022 года сайт был заблокирован на территории России и находится в реестре запрещённых сайтов.
В январе 2023 года стало известно, что сайты XNXX и XVideos посещают более 6 миллиардов человек ежемесячно.